# Campionat d'Espanya de motocròs
El Campionat d'Espanya de motocròs, regulat per la federació espanyola de motociclisme (RFME, Real Federación Motociclista Española), és la màxima competició de motocròs que es disputa a l'estat espanyol.
Aquest esport va entrar a la península Ibèrica per Catalunya, on es va fer molt popular a començaments dels anys 50. Més tard es va introduir al País Basc i a Castella, fins que el 1959 se'n va estrenar el primer campionat estatal.
El campionat ha anat variant de categories al llarg dels anys, fins a arribar a la fórmula actual de dues categories, MX1 Elite i MX2 Elite, estrenada el 2005.

## Llista de guanyadors
Font:

### Primera etapa (1959-2004)
| Edició | Any  | 125 cc           | 125 cc      | 250 cc                | 250 cc      | Superiors     | Superiors   |
| Edició | Any  | Campió           | Motocicleta | Campió                | Motocicleta | Campió        | Motocicleta |
| ------ | ---- | ---------------- | ----------- | --------------------- | ----------- | ------------- | ----------- |
| I      | 1959 | -                | -           | José Antonio Elizalde | OSSA        | Andreu Basolí | Derbi       |
| II     | 1960 | Oriol Puig Bultó | Bultaco     | Juan Elizalde         | OSSA        | Andreu Basolí | Derbi       |

| Edició | Any  | 125 cc              | 125 cc      | 250 cc              | 250 cc        |
| Edició | Any  | Campió              | Motocicleta | Campió              | Motocicleta   |
| ------ | ---- | ------------------- | ----------- | ------------------- | ------------- |
| III    | 1961 | Pere Pi             | Montesa     | Pere Pi             | Montesa       |
| IV     | 1962 | José Sánchez        | Bultaco     | Pere Pi             | Montesa       |
| V      | 1963 | Pere Pi             | Montesa     | Oriol Puig Bultó    | Bultaco       |
| VI     | 1964 | José Sánchez        | Bultaco     | Oriol Puig Bultó    | Bultaco       |
| VII    | 1965 | Jesús Sáiz          | Bultaco     | Pere Pi             | Montesa       |
| VIII   | 1966 | José Angel Mendívil | Bultaco     | Pere Pi             | Montesa       |
| IX     | 1967 | Jesús Sáiz          | Bultaco     | José Sánchez        | Bultaco       |
|        |      | -                   | -           | Títol absolut       | Títol absolut |
| X      | 1968 | -                   | -           | José Sánchez        | Bultaco       |
| XI     | 1969 | -                   | -           | José Sánchez        | Bultaco       |
| XII    | 1970 | -                   | -           | Domingo Gris        | Bultaco       |
|        |      | 125 cc              | 125 cc      | 250 cc              | 250 cc        |
| XIII   | 1971 | -                   | -           | Jordi Capappey      | Bultaco       |
| XIV    | 1972 | Domingo Gris        | Bultaco     | Domingo Gris        | Bultaco       |
| XV     | 1973 | José Angel Mendívil | Bultaco     | Jordi Capappey      | Bultaco       |
| XVI    | 1974 | -                   | -           | José Angel Mendívil | Bultaco       |
| XVII   | 1975 | -                   | -           | Jordi Capappey      | Bultaco       |

| Edició | Any  | 125 cc     | 125 cc      | 250 cc         | 250 cc      | 500cc              | 500cc       |
| Edició | Any  | Campió     | Motocicleta | Campió         | Motocicleta | Campió             | Motocicleta |
| ------ | ---- | ---------- | ----------- | -------------- | ----------- | ------------------ | ----------- |
| XVIII  | 1976 | -          | -           | Fernando Muñoz | Montesa     | Fernando Muñoz     | Montesa     |
| XIX    | 1977 | -          | -           | Toni Elías     | Bultaco     | -                  | -           |
| XX     | 1978 | -          | -           | Toni Elías     | Bultaco     | Fernando Muñoz     | Montesa     |
| XXI    | 1979 | -          | -           | Toni Elías     | Bultaco     | -                  | -           |
| XXII   | 1980 | Toni Elías | Derbi       | Toni Arcarons  | Montesa     | Toni Arcarons      | Montesa     |
| XXIII  | 1981 | Toni Elías | Derbi       | Toni Elías     | Derbi       | Juan José Barragán | Montesa     |
| XXIV   | 1982 | Toni Elías | Derbi       | Toni Elías     | Derbi       | Fernando Muñoz     | Yamaha      |
| XXV    | 1983 | Toni Elías | Derbi       | Toni Arcarons  | Honda       | Pablo Colomina     | KTM         |

| Edició  | Any  | 125 cc              | 125 cc      | 250 cc               | 250 cc      |
| Edició  | Any  | Campió              | Motocicleta | Campió               | Motocicleta |
| ------- | ---- | ------------------- | ----------- | -------------------- | ----------- |
| XXVI    | 1984 | Jordi Elías         | Cagiva      | Pablo Colomina       | KTM         |
| XXVII   | 1985 | Juan José Barragán  | Yamaha      | Pablo Colomina       | KTM         |
| XXVIII  | 1986 | Toni Elías          | Yamaha      | Pablo Colomina       | KTM         |
| XXIX    | 1987 | José María González | Honda       | Pablo Colomina       | Honda       |
| XXX     | 1988 | Josep Alonso        | Yamaha      | Luis López "Luisake" | Honda       |
| XXXI    | 1989 | José María González | Honda       | Pablo Colomina       | Yamaha      |
| XXXII   | 1990 | Josep Alonso        | Yamaha      | Luis López "Luisake" | Honda       |
| XXXIII  | 1991 | Moisés Bernárdez    | Yamaha      | Luis López "Luisake" | Honda       |
| XXXIV   | 1992 | Moisés Bernárdez    | Yamaha      | Luis López "Luisake" | Honda       |
| XXXV    | 1993 | Abel Bernárdez      | Yamaha      | Josep Alonso         | Honda       |
| XXXVI   | 1994 | Moisés Bernárdez    | Kawasaki    | Josep Alonso         | Honda       |
| XXXVII  | 1995 | Moisés Bernárdez    | Kawasaki    | Josep Alonso         | Honda       |
| XXXVIII | 1996 | Moisés Bernárdez    | Kawasaki    | Josep del Barrio     | KTM         |
| XXXIX   | 1997 | Moisés Bernárdez    | Honda       | Javier García Vico   | Yamaha      |
| XL      | 1998 | Moisés Bernárdez    | Honda       | Javier García Vico   | Yamaha      |
| XLI     | 1999 | Moisés Bernárdez    | Honda       | Javier García Vico   | Yamaha      |
| XLII    | 2000 | Moisés Bernárdez    | Honda       | Javier García Vico   | Yamaha      |
|         |      | 125 cc              | 125 cc      | OPEN                 | OPEN        |
| XLIII   | 2001 | Abel Bernárdez      | Honda       | Javier García Vico   | KTM         |
| XLIV    | 2002 | Jonathan Barragán   | KTM         | Javier García Vico   | KTM         |
| XLV     | 2003 | Jonathan Barragán   | KTM         | Javier García Vico   | KTM         |
| XLVI    | 2004 | Jonathan Barragán   | KTM         | Alvaro Lozano        | KTM         |

Notes
1. 1 2  Els anys 1961 i 1962, el campionat de 250 cc es reservà a motocicletes amb cilindrada superior als 125 cc, sense límit[2]
2. 1 2 3  Entre 1965 i 1967, es convocà una mena de campionat estatal de 125 cc que s'anomenà Trofeu nacional de motocròs 125cc[2]
3. ↑  El 1976 el títol de la categoria de 500 cc rebé la denominació de Trofeu RFME de motocròs Sènior 500cc

### Segona etapa (2005-Actualitat)
A 12 de desembre de 2024
| XLVII  | 2005 | Xavier Hernández      | Yamaha    | Javier García Vico  | Honda     |           |           |
| XLVIII | 2006 | Carlos Campano        | KTM       | Javier García Vico  | Honda     |           |           |
| XLIX   | 2007 | Xavier Hernández      | Yamaha    | Jonathan Barragán   | KTM       |           |           |
|        |      | MX2                   | MX2       | MX Elite            | MX Elite  | MX Elite  | MX Elite  |
| L      | 2008 | Francisco José Millán | KTM       | Jonathan Barragán   | KTM       |           |           |
| LI     | 2009 | Cristian Oliva        | Yamaha    | Carlos Campano      | Yamaha    |           |           |
| LII    | 2010 | José Antonio Butrón   | Suzuki    | Alvaro Lozano       | Yamaha    |           |           |
| LIII   | 2011 | José Luis Martínez    | KTM       | Jonathan Barragán   | Kawasaki  |           |           |
| LIV    | 2012 | Nil Arcarons          | KTM       | Jonathan Barragán   | Honda     |           |           |
|        |      | MX2 Elite             | MX2 Elite | MX1 Elite           | MX1 Elite | MX1 Elite | MX1 Elite |
| LV     | 2013 | Ander Valentín        | Yamaha    | José Antonio Butrón | KTM       |           |           |
| LVI    | 2014 | Ander Valentín        | Yamaha    | José Antonio Butrón | KTM       |           |           |
| LVII   | 2015 | Iker Larrañaga        | KTM       | José Antonio Butrón | KTM       |           |           |
| LVIII  | 2016 | Oriol Casas           | Yamaha    | José Antonio Butrón | KTM       |           |           |
| LIX    | 2017 | Simeó Ubach           | KTM       | José Antonio Butrón | KTM       |           |           |
| LX     | 2018 | Iker Larrañaga        | Husqvarna | José Antonio Butrón | KTM       |           |           |
| LXI    | 2019 | Iker Larrañaga        | KTM       | Ander Valentín      | Husqvarna |           |           |
| LXII   | 2020 | Rubén Fernández       | Yamaha    | Nil Arcarons        | Husqvarna |           |           |
| LXIII  | 2021 | Rubén Fernández       | Yamaha    | Carlos Campano      | Yamaha    |           |           |
| LXIV   | 2022 | David Braceras        | KTM       | José Antonio Butrón | KTM       |           |           |
| LXV    | 2023 | Gerard Congost        | Gas Gas   | José Antonio Butrón | KTM       |           |           |
| LV     | 2024 | Gerard Congost        | Gas Gas   | José Antonio Butrón | KTM       |           |           |

1. ↑  El 2013 se celebraren també sengles Copes d'Espanya de motocròs MX2 i MX1, guanyades respectivament per Nil Pons (Yamaha) i Carlos Abel (Honda)

## Estadístiques

### Campions amb més de 3 títols
A 12 de desembre de 2024
| Pilot                | Títols                               |
| -------------------- | ------------------------------------ |
| Toni Elías           | 10 (5 x 250cc, 5 x 125cc)            |
| José Antonio Butrón  | 10 (1 x MX2, 9 x MX1)                |
| Javier García Vico   | 9 (3 x Open, 2 x MX1, 4 x 250cc)     |
| Jonathan Barragán    | 7 (3 x MX Elite, 1 x MX1, 3 x 125cc) |
| Moisés Bernárdez     | 9 (9 x 125cc)                        |
| Pablo Colomina       | 6 (1 x 500cc, 5 x 250cc)             |
| Pere Pi              | 6 (4 x 250cc, 2 x 125cc)             |
| José Sánchez         | 5 (3 x Absolut, 2 x 125cc)           |
| Josep Alonso         | 5 (3 x 250cc, 2 x 125cc)             |
| Fernando Muñoz       | 4 (3 x 500cc, 1 x 250cc)             |
| Luis López "Luisake" | 4 (4 x 250cc)                        |

## Llista de guanyadors en categories inferiors
A 12 de desembre de 2024

### Sènior (1977-1985)
Entre el 1977 i el 1985 se celebrà el Trofeo Nacional Senior de Motocross en la cilindrada dels 250cc, més alguna de complementària en unes poques edicions. El Trofeu va tenir rang de Campionat d'Espanya només en una edició, la de 1985, en què hi competiren pilots amb categoria Sènior de primer any juntament amb els de categoria Júnior. Cal dir que el 1976 hi havia hagut també un Trofeu Sènior de 500cc, però aquell any, la categoria "Sènior" era la màxima, on competia l'elit estatal. Fou a partir del 1977 que l'antiga categoria Sènior passà a anomenar-se "Súper" i se'n creà una de nova, també anomenada Sènior, per a pilots de nivell intermedi entre els Júnior i els Súper.
| Any  | Trofeu 250cc        | Trofeu 250cc | Altres     | Altres             | Altres  |
| Any  | Campió              | Moto         | Cilindrada | Campió             | Moto    |
| ---- | ------------------- | ------------ | ---------- | ------------------ | ------- |
| 1977 | Ramon Ramon         | Montesa      | 500cc      | Toni Arcarons      | Montesa |
| 1978 | Juan José Barragán  | Montesa      | 125cc      | Juan José Barragán | Montesa |
| 1979 | Oriol Pons          | Montesa      | -          | -                  | -       |
| 1980 | Miguel Montfort     | Anvian       | -          | -                  | -       |
| 1981 | M. J. Gómez "Alpea" | Montesa      | -          | -                  | -       |
| 1982 | Jordi Sallent       | Derbi        | -          | -                  | -       |
| 1983 | Juan Fco. Fumadó    | Husqvarna    | 80cc       | Juan José Bravo    | Puch    |
| 1984 | Jesús Barragán      | Gilera       | -          | -                  | -       |
| 1985 | Òscar Vallès        | Yamaha / KTM | -          | -                  | -       |

1. ↑  El 1985, el Trofeu de 250cc es va anomenar Campeonato de España de Motocross Senior 250cc

### Júnior (1974-2007)
Entre el 1974 i el 2007 se celebrà, en temporades esparses, el Trofeo Nacional Junior de Motocross en les cilindrades dels 75 i 125cc i la Copa RFME Junior de Motocross 250cc. Els Trofeus de 75 i 125cc van tenir rang de Copa RFME en alguna edició i el de 125cc, de Campionat d'Espanya a l'edició de 1985 (per a pilots sub-21).
Primera etapa (1974-1985)
| Any  | Trofeu 75cc         | Trofeu 75cc | Trofeu 125cc       | Trofeu 125cc |                     |            |
| Any  | Campió              | Moto        | Campió             | Moto         | Campió              | Moto       |
| ---- | ------------------- | ----------- | ------------------ | ------------ | ------------------- | ---------- |
| 1974 | -                   | -           | Toni Elías         | Bultaco      | -                   | -          |
| 1975 | José Luis Mendoza   | Derbi       | Joan Mitjans       | Montesa      | -                   | -          |
| 1976 | Toni Arcarons       | Montesa     | Toni Arcarons      | Montesa      | -                   | -          |
|      | Copa 75cc           | Copa 75cc   | Copa 125cc         | Copa 125cc   | Copa 250cc          | Copa 250cc |
| 1977 | Jordi Monjonell     | Derbi       | Juan José Barragán | Montesa      | -                   | -          |
| 1978 | Manuel Coronil      | Puch        | Xavier Atienzar    | Montesa      | Jordi Elías         | Bultaco    |
| 1979 | Francisco Ruiz      | Derbi       | -                  | -            | Juan Ignacio García | Montesa    |
| 1980 | Àlex Llobet         | Derbi       | -                  | -            | Juan Otero          | Montesa    |
| 1981 | Francisco Domínguez | Puch        | -                  | -            | Agustí Vall         | Montesa    |
| 1982 | -                   | -           | -                  | -            | Lluís Pons          | KTM        |
| 1983 | -                   | -           | -                  | -            | Julián Zabala       | KTM        |
| 1984 | -                   | -           | Luis Tello         | KTM          | -                   | -          |
| 1985 | -                   | -           | Josep Alonso       | KTM          | -                   | -          |

Notes
1. ↑  El 1984, la Copa de 125cc es va anomenar Trofeo Nacional Junior de Motocross 125cc
2. ↑  El 1985, la Copa de 125cc es va anomenar Campeonato de España de Motocross Junior 125cc (Sub-21)

Segona etapa (1988-2007)
A partir de la temporada del 1988, l'antiga Copa Júnior de 250cc es va reprendre amb rang de Campionat d'Espanya. L'antiga Copa de 125cc es reinstaurà el 1993 amb el nom de Trofeo Nacional de Motocross Junior 125cc. A partir del 2002, el campionat de 250cc (que s'havia anomenat Open el 2001) es va desconvocar alhora que el Trofeu de 125cc assolia també el rang de Campionat estatal.
| Any  | Trofeu 125cc         | Trofeu 125cc | Campionat 250cc   | Campionat 250cc |
| Any  | Campió               | Moto         | Campió            | Moto            |
| ---- | -------------------- | ------------ | ----------------- | --------------- |
| 1988 | -                    | -            | Bernard Rendueles | Yamaha          |
|      |                      |              |                   |                 |
| 1990 | -                    | -            | Xavier Colomer    | KTM             |
| 1991 | -                    | -            | Alejandro Pérez   | KTM             |
| 1992 | -                    | -            | Alejandro Pérez   | KTM             |
| 1993 | José Joaquín Latorre | Yamaha       | Roberto Rodríguez | Honda           |
| 1994 | Aarón Bernárdez      | Kawasaki     | Julio Vila        | Kawasaki        |
| 1995 | José Antonio Ramos   | Kawasaki     | Aarón Bernárdez   | Kawasaki        |
| 1996 | Antonio Paricio      | Yamaha       | Joel Lozano       | Kawasaki        |
| 1997 | Antonio Paricio      | Yamaha       | Álvaro Lozano     | Suzuki          |
| 1998 | Ivan Cervantes       | Yamaha       | Jonathan Villa    | Yamaha          |
| 1999 | Román Pérez          | Yamaha       | Ivan Cervantes    | Yamaha          |
| 2000 | Xavier Hernández     | Honda        | Carlos Bravo      | Yamaha          |
|      | Trofeu 125cc         | Trofeu 125cc | Campionat Open    | Campionat Open  |
| 2001 | Jonathan Barragán    | KTM          | Jonathan Barragán | KTM             |
|      | Campionat 125cc      |              |                   |                 |
| 2002 | Adrián Garrido       | Honda        | -                 | -               |
| 2003 | Estanis Manuel       | KTM          | -                 | -               |
| 2004 | Juan Pérez           | KTM          | -                 | -               |
| 2005 | José Luis Martínez   | Yamaha       | -                 | -               |
| 2006 | José Antonio Butrón  | KTM          | -                 | -               |
| 2007 | Francisco Utrilla    | Yamaha       | -                 | -               |

### MX125 i MX150 4T
El 2012 s'instaurà la Copa de España de Motocross MX125, convertida en Campionat d’Espanya a partir del 2019. A banda, entre el 2015 i el 2016 se celebrà paral·lelament la Copa d'Espanya de Motocròs MX150 4T.
| Any  | Campió           | Moto      |
| ---- | ---------------- | --------- |
| 2012 | Francisco Haro   | Yamaha    |
| 2013 | Rubén Fernández  | KTM       |
| 2014 | Rubén Fernández  | KTM       |
| 2015 | Joaquín Camacho  | Husqvarna |
| 2016 | Joel Antón       | Yamaha    |
| 2017 | Mario Lucas      | Husqvarna |
| 2018 | Mario Lucas      | KTM       |
|      |                  |           |
| 2019 | Gerard Congost   | KTM       |
| 2020 | Guillem Farrés   | Gas Gas   |
| 2021 | Adrià Monné      | KTM       |
| 2022 | Francisco García | Husqvarna |
| 2023 | Elías Escandell  | Fantic    |
| 2024 | Salvador Pérez   | Gas Gas   |

Notes
1. ↑  El 2015 se celebrà la primera Copa d'Espanya de MX150 4T. La guanyadora en fou Jana Sánchez, amb Honda.
2. ↑  El 2016 se celebrà la segona Copa d'Espanya de MX150 4T. El guanyador en fou Alejandro Miguel, amb Honda.
3. ↑  Primera edició com a Campionat d'Espanya

### Trofeus i Copes per edats
| Any  | Trofeo Presidente 125cc Sub-23 | Trofeo Presidente 125cc Sub-23 |
| Any  | Campió                         | Moto                           |
| ---- | ------------------------------ | ------------------------------ |
| 1986 | Enrique Moro                   | Suzuki                         |
|      | Trofeo Nacional 125cc Sub-21   |                                |
| 1992 | Moisés Bernárdez               | Yamaha                         |
|      | Trofeu Sub-19                  |                                |
| 2010 | Cristian Oliva                 | Yamaha                         |
|      | Trofeu Sub-18                  |                                |
| 2011 | Francesc Mataró                | Kawasaki                       |
| 2012 | Ander Valentín                 | Yamaha                         |
| 2013 | Carlos Fernández               | Kawasaki                       |
| 2014 | Iker Larrañaga                 | Husqvarna                      |
| 2015 | Simeó Ubach                    | KTM                            |
|      | Copa Sub-18                    |                                |
| 2016 | Joaquín Camacho                | Husqvarna                      |
| 2017 | Joaquín Camacho                | Yamaha                         |
| 2018 | Álex Gamboa                    | Yamaha                         |
| 2019 | Yago Martínez                  | Yamaha                         |
| 2020 | Yago Martínez                  | Yamaha                         |
| 2021 | Samuel M. Nilsson              | KTM                            |
| 2022 | Adrià Monné                    | KTM                            |
| 2023 | Adrià Monné                    | KTM                            |
| 2024 | Gilen Albisua                  | KTM                            |

1. ↑  El 1992 es va atorgar el títol de campió del Trofeo Nacional 125cc Sub-21 al primer classificat al Campionat d'Espanya de 125cc menor de 21 anys, que va resultar ser el Campió d'aquell campionat, Moisés Bernárdez.

### Campionats d'iniciació fins a 85cc
El 1977 es va celebrar la primera Copa RFME Juvenil de Motocross 75cc per a pilots menors de 16 anys, una competició que no es va reprendre fins al 1984, ara amb el límit de la cilindrada ampliat fins als 80cc. La Copa assolí rang de Campionat d'Espanya a partir de la següent edició, 1985, i es mantingué al calendari fins al 1999. El 2001 es va instaurar el primer Trofeo Nacional de Motocross Juvenil 85cc per als pilots més joves (convertit en Campionat d'Espanya el 2002), mentre que el Campionat es reservava als de categoria Cadet. Aquest darrer fou l'antecedent directe de l'actual Campionat d'Espanya de MX85.
80cc - Cadets i Juvenils (1977-1999)
| Any  | Juvenil Sub-16 / Cadet | Juvenil Sub-16 / Cadet | Juvenil Sub-16 / Cadet | Juvenil Sub-13        | Juvenil Sub-13 | Juvenil Sub-13     |
| Any  | Campió                 | Moto                   | Categoria              | Campió                | Moto           | Categoria          |
| ---- | ---------------------- | ---------------------- | ---------------------- | --------------------- | -------------- | ------------------ |
| 1977 | Alfons Mañer           | Derbi                  | Juvenil (Sub-16)       | -                     | -              | -                  |
|      |                        |                        |                        |                       |                |                    |
| 1984 | José Manuel Sainz      | Suzuki                 | Juvenil (Sub-16)       | -                     | -              | -                  |
| 1985 | Josep Alonso           | Derbi                  | Juvenil (Sub-16)       | -                     | -              | -                  |
|      |                        |                        |                        |                       |                |                    |
| 1987 | Moisés Bernárdez       | Kawasaki               | Juvenil-B (Sub-16)     | -                     | -              | -                  |
| 1988 | Daniel Rodríguez       | Yamaha                 | Juvenil-B (Sub-16)     | Agapito García        | Kawasaki       | Juvenil-A (Sub-13) |
| 1989 | Óscar Olmedo           | Kawasaki               | Juvenil-B (Sub-16)     | Fco. Javier Fernández | Kawasaki       | Juvenil-A (Sub-13) |
|      |                        |                        |                        |                       |                |                    |
| 1990 | Josep del Barrio       | Yamaha                 | Juvenil-B              | Aarón Bernárdez       | Yamaha         | Juvenil-A          |
| 1991 | Manuel Embid           | Kawasaki               | Juvenil-B              | Aarón Bernárdez       | Yamaha         | Juvenil-A          |
| 1992 | Vicenç Saporta         | Kawasaki               | Juvenil-B              | Edgar Torronteras     | Kawasaki       | Juvenil-A          |
| 1993 | Aarón Bernárdez        | Kawasaki               | Juvenil-B              | Antonio Paricio       | Yamaha         | Juvenil-A          |
|      |                        |                        |                        |                       |                |                    |
| 1994 | Edgar Torronteras      | Kawasaki               | Cadet                  | Antonio Paricio       | Yamaha         | Juvenil            |
| 1995 | Edgar Torronteras      | Kawasaki               | Cadet                  | Ivan Cervantes        | Kawasaki       | Juvenil            |
| 1996 | José Daniel Cecilia    | Honda                  | Cadet                  | Joan Barreda          | Honda          | Juvenil            |
| 1997 | Román Pérez            | Kawasaki               | Cadet                  | Jonathan Barragán     | Kawasaki       | Juvenil            |
| 1998 | Xavier Hernández       | Kawasaki               | Cadet                  | Jonathan Barragán     | Kawasaki       | Juvenil            |
| 1999 | Jonathan Barragán      | Kawasaki               | Cadet-Juvenil          | -                     | -              | -                  |

Notes
1. ↑  El 1977 se celebrà també la Copa RFME Juvenil de Motocross 125cc per a pilots Sub-16. El guanyador en fou Xavier Atienzar, amb Montesa, però el títol no va tenir validesa perquè no es van celebrar el mínim de proves que establia el reglament.
2. ↑  El 1977, la cicilindrada màxima per a les motocicletes era de 75 cc
3. ↑  El 1987, el campionat era obert a pilots de les categories Juvenil B i Júnior menors de 18 anys
4. ↑  La categoría Juvenil-B es reanomenà Cadet a partir del 1994

85cc - Cadets i Juvenils (2000-2007)
| Any  | Cadet                 | Cadet    | Juvenil               | Juvenil  |
| Any  | Campió                | Moto     | Campió                | Moto     |
| ---- | --------------------- | -------- | --------------------- | -------- |
| 2000 | Juan Pérez            | Honda    | -                     | -        |
| 2001 | Francisco José Millán | Yamaha   | Joan Cros             | Kawasaki |
| 2002 | Manuel Rodríguez      | Kawasaki | José Antonio Butrón   | Yamaha   |
| 2003 | José Antonio Butrón   | Yamaha   | Francisco Utrilla     | Yamaha   |
| 2004 | José Antonio Butrón   | Yamaha   | Ángel González        | KTM      |
| 2005 | José Antonio Butrón   | Yamaha   | Francisco David Pérez | KTM      |
| 2006 | Antonio J. Ortuño     | KTM      | Jesús Pedrajas        | KTM      |
| 2007 | Luis Moreno           | Honda    | Nil Arcarons          | KTM      |

1. 1 2  Campionat obert a pilots de categoria Cadet o Juvenil

85cc - Promeses (2008-2012)
| Any  | Campió          | Moto   |
| ---- | --------------- | ------ |
| 2008 | Rafael Aguilar  | KTM    |
| 2009 | Ander Valentín  | Honda  |
| 2010 | Ángel Suárez    | Honda  |
| 2011 | Rubén Fernández | Suzuki |
| 2012 | Rubén Fernández | Suzuki |

1. 1 2  Els anys 2008 i 2009, la nova categoria Promeses englobava els pilots de les antigues categories Cadet i Juvenil

MX85 (2013-Actualitat)
| Any  | Campió           | Moto      |
| ---- | ---------------- | --------- |
| 2013 | Borja Martín     | KTM       |
| 2014 | Álex Santín      | Husqvarna |
| 2015 | Eric Tomás       | KTM       |
| 2016 | Oriol Oliver     | Kawasaki  |
| 2017 | Gerard Congost   | Kawasaki  |
| 2018 | Raúl Sánchez     | KTM       |
| 2019 | Edgar Canet      | KTM       |
| 2020 | Francisco García | Husqvarna |
| 2021 | Salvador Pérez   | Yamaha    |
| 2022 | Enzo Badenas     | Husqvarna |
| 2023 | Juan Izaguirre   | KTM       |
| 2024 | Pau Caudet       | Husqvarna |

### Campionats d'iniciació fins a 65cc
El 1989 es va instaurar el Trofeo Nacional de Motocross Alevín-B per a motocicletes de fins a 60cc i el Trofeo Nacional de Motocross Alevín-A per a motos de 50cc. A partir de 1992, ambdues categories s'ajuntaren en una de sola, Alevín, i es mantingué només el Trofeu de 60cc, que s'apujà als 65cc a partir del 2000. El campionat es reanomenà Campeonato de España de Motocross MX65 a partir de la temporada del 2014 i, a partir de la del 2019, Copa De España de Motocross MX65. El 2013, a més, es va recuperar la cilindrada dels 50cc amb el nou Trofeo Nacional de Motocross MX50, reanomenat Copa de España de Motocross MX50 el 2016.
Trofeus Alevins-B i Alevins-A (1989-1991)
| Any  | Trofeu Alevins-B (60cc) | Trofeu Alevins-B (60cc) | Trofeu Alevins-A (50cc) | Trofeu Alevins-A (50cc) |
| Any  | Campió                  | Moto                    | Campió                  | Moto                    |
| ---- | ----------------------- | ----------------------- | ----------------------- | ----------------------- |
| 1989 | Juan Carlos Hours       | Kawasaki                | Josep Miralles          | Malaguti                |
| 1990 | Edgar Torronteras       | Kawasaki                | Josep Miralles          | Malaguti                |
| 1991 | Antonio Paricio         | Kawasaki                | -                       | -                       |

1. ↑  El 1989 se celebrà també el Trofeo Nacional de Motocross Alevín-B Especial 60cc, que admetia també pilots de categoria Juvenils-A. El guanyador en fou Enrique Rodríguez, amb Kawasaki.

Trofeu Alevins (1992-2013)
| Any  | Trofeu Alevins (60cc) | Trofeu Alevins (60cc) |
| Any  | Campió                | Moto                  |
| ---- | --------------------- | --------------------- |
| 1992 | Josep Miralles        | Kawasaki              |
| 1993 | Joan Barreda          | Kawasaki              |
| 1994 | Francisco A. Suárez   | Kawasaki              |
| 1995 | Carlos Campano        | Kawasaki              |
| 1996 | Francisco José Millán | Kawasaki              |
| 1997 | Julián Simón          | Kawasaki              |
| 1998 | Israel Sánchez        | Kawasaki              |
| 1999 | Rubén Retuerta        | Kawasaki              |
|      | Trofeu Alevins (65cc) |                       |
| 2000 | Rubén Retuerta        | Kawasaki              |
| 2001 | José Antonio Butrón   | KTM                   |
| 2002 | Ángel González        | KTM                   |
| 2003 | Julián Carmona        | KTM                   |
| 2004 | Carlos Fernández      | Kawasaki              |
| 2005 | Rafael Aguilar        | KTM                   |
| 2006 | Iker Larrañaga        | KTM                   |
| 2007 | Iker Larrañaga        | KTM                   |
| 2008 | Francisco García      | KTM                   |
| 2009 | Nil Pons              | Metrakit              |
| 2010 | Jorge Prado           | KTM                   |
| 2011 | Sergi Notario         | KTM                   |
| 2012 | Timur Petrashin       | Kawasaki              |

| Any  | Trofeu Alevins (65cc) | Trofeu Alevins (65cc) | Trofeu MX50  | Trofeu MX50 |
| Any  | Campió                | Moto                  | Campió       | Moto        |
| ---- | --------------------- | --------------------- | ------------ | ----------- |
| 2013 | Oriol Oliver          | KTM                   | Raúl Sánchez | KTM         |

MX65 i MX50 (2014-2018)
| Any  | Campionat MX65   | Campionat MX65 | Trofeu MX50    | Trofeu MX50 |
| Any  | Campió           | Moto           | Campió         | Moto        |
| ---- | ---------------- | -------------- | -------------- | ----------- |
| 2014 | David Braceras   | KTM            | Víctor Puig    | KTM         |
| 2015 | Raúl Sánchez     | KTM            | Joel Cañadas   | KTM         |
|      | Campionat MX65   | Campionat MX65 | Copa MX50      | Copa MX50   |
| 2016 | Pablo Gutiérrez  | KTM            | Salvador Pérez | KTM         |
| 2017 | Antonio Gallego  | KTM            | Daniel Navarro | KTM         |
| 2018 | Francisco García | Husqvarna      | -              | -           |

Copa MX65 (2019-Actualitat)
| Any  | Campió             | Moto      |
| ---- | ------------------ | --------- |
| 2019 | Joel Cañadas       | KTM       |
| 2020 | Martin Kettlitz    | Husqvarna |
| 2021 | José Luis Moreno   | KTM       |
| 2022 | Pau Caudet         | KTM       |
| 2023 | Gonzalo Salvador   | KTM       |
| 2024 | José Antonio López | KTM       |

### Veterans
El 2013 es va instaurar la Copa de España de Motocross MXMÁSTER 35, reservada a pilots de 35 a 40 anys, i la de MXMÁSTER 40 per als majors de 40, sense límit d'edat. El 2016, a més, es va introduir la Copa de MXMÁSTER 50 per als majors de 50 alhora que es fixava el límit d'edat de la de MXMÁSTER 40 als 50 anys. El 2019, totes tres copes van ser rebatejades Trofeo Nacional fins que, el 2021, el dels més grans es va desconvocar i els altres dos van ser rebatejats Trofeo Nacional de Motocross Máster MX3 i MX4 respectivament.
| Any  | MXMaster 35        | MXMaster 35 | MXMaster 40        | MXMaster 40 |                     |             |
| Any  | Campió             | Moto        | Campió             | Moto        | Campió              | Moto        |
| ---- | ------------------ | ----------- | ------------------ | ----------- | ------------------- | ----------- |
| 2013 | Javier García Vico | Honda       | Alfred Camps       | Honda       | -                   | -           |
| 2014 | Javier García Vico | Honda       | Josep Font         | Honda       | -                   | -           |
| 2015 | Antonio Villegas   | Kawasaki    | Javier García Vico | Honda       | -                   | -           |
|      | MXMaster 35        | MXMaster 35 | MXMaster 40        | MXMaster 40 | MXMaster 50         | MXMaster 50 |
| 2016 | Antonio Villegas   | KTM         | Javier García Vico | Honda       | Agustí Vall         | KTM         |
| 2017 | Raúl Álvarez       | Yamaha      | Javier García Vico | Honda       | Juan Jesús Alguacil | Yamaha      |
| 2018 | Raúl Álvarez       | Yamaha      | Javier García Vico | Honda       | Óscar Lasheras      | Honda       |
| 2019 | Raúl Álvarez       | Yamaha      | Fco. J. Fernández  | Kawasaki    | Eduardo Solozabal   | Kawasaki    |
| 2020 | Raúl Álvarez       | Yamaha      | Fco. J. Fernández  | Kawasaki    | Rafael Butrón       | KTM         |

| Any  | Master MX3       | Master MX3 | Master MX4          | Master MX4 |
| Any  | Campió           | Moto       | Campió              | Moto       |
| ---- | ---------------- | ---------- | ------------------- | ---------- |
| 2021 | Jonathan Márquez | KTM        | Juan Carlos Ferrera | Yamaha     |
| 2022 | Antonio Villegas | Husqvarna  | Raúl Méndez         | Gas Gas    |
| 2023 | Xavier Hernández | Kawasaki   | Borja R. Múgica     | Kawasaki   |
| 2024 | Jonathan Márquez | KTM        | Antonio Villegas    | Husqvarna  |

Notes
1. ↑  De 35 a 40 anys
2. ↑  De 40 en endavant
3. ↑  De 40 a 50 anys
4. ↑  De 50 en endavant
5. ↑  De 35 a 45 anys
6. ↑  De 45 en endavant